# Norge (dirigibile)
Norge (Norvegia in lingua norvegese) era il nome del dirigibile semirigido costruito in Italia da Umberto Nobile tra il 1923 ed il 1924 con la designazione originaria di N1. Fu successivamente acquistato dall'Aero Club Norvegese diventando il primo dirigibile (e quasi certamente anche il primo aeromobile) a sorvolare il Polo Nord, il 12 maggio 1926.
Il volo inaugurale fu compiuto nel marzo del 1924. Ad esso seguirono numerosi voli di prova, tra cui un volo dall'Aeroscalo di Pontedera sino a Barcellona e all'aeroporto francese di Cuers Piereffeu nell'ambito delle commemorazioni per le vittime dell'incidente del dirigibile francese “Dixmude” (già LZ 114) disperso in volo tra Pantelleria e la Sicilia il 21 dicembre 1923. In questa occasione l'N1 fu accompagnato dal dirigibile “Esperia” (già LZ 120 “Bodensee”).

## La spedizione al Polo Nord
Diversi tentativi per raggiungere il Polo Nord in volo erano stati compiuti a partire dal 1897. L'esploratore norvegese Roald Amundsen aveva provato a raggiungere il polo con due idrovolanti Dornier Wal nel giugno 1925 senza successo. Dopo questo ennesimo fallimento Umberto Nobile, sempre più convinto che il suo dirigibile potesse essere il mezzo adatto per una simile esplorazione, incontrò l'esploratore norvegese a Oslo convincendolo a ritentare l'impresa con il dirigibile italiano.

Il Norge parte da Ciampino

A contribuire alla spedizione erano il governo Italiano (il 25%), l'uomo d'affari statunitense Lincoln Ellsworth, che partecipò anche alla spedizione, e il resto proveniva dall'Aero Club Norvegese che aveva acquistato il dirigibile dal governo italiano. Dopo l'acquisto furono effettuati ulteriori voli di prova ed il 29 marzo 1926 fu organizzata a Roma, all'aeroporto di Ciampino, una cerimonia in cui l'N1, ribattezzato Norge, fu ufficialmente consegnato ai norvegesi alla presenza di diverse autorità tra cui lo stesso Mussolini, Roald Amundsen, Lincoln Ellsworth e Umberto Nobile
L'inizio della spedizione era stato programmato per il successivo 3 aprile, ma una tempesta costrinse a rinviare la partenza. Alle 9:30 del 10 aprile 1926 il dirigibile Norge partiva per un lungo viaggio a tappe che l'avrebbe portato sino alla Baia del Re in Norvegia, dove era stato approntato un hangar a cielo aperto su progetto dell'ingegner Felice Trojani. Da lì proseguì fino in Alaska dopo aver sorvolato il polo.

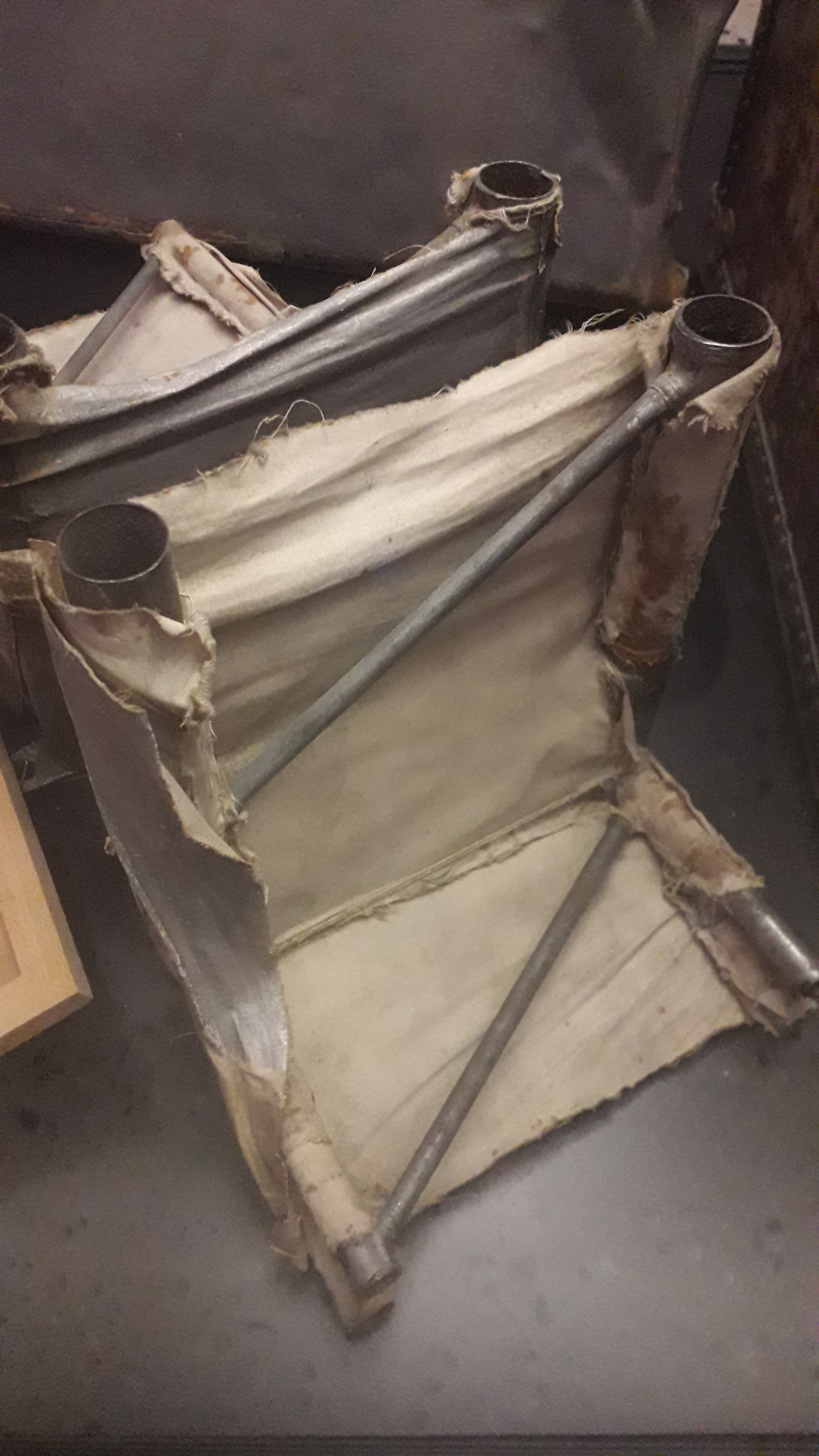
Elementi della coda del Norge esposti al Fram Museum, Oslo, Norvegia

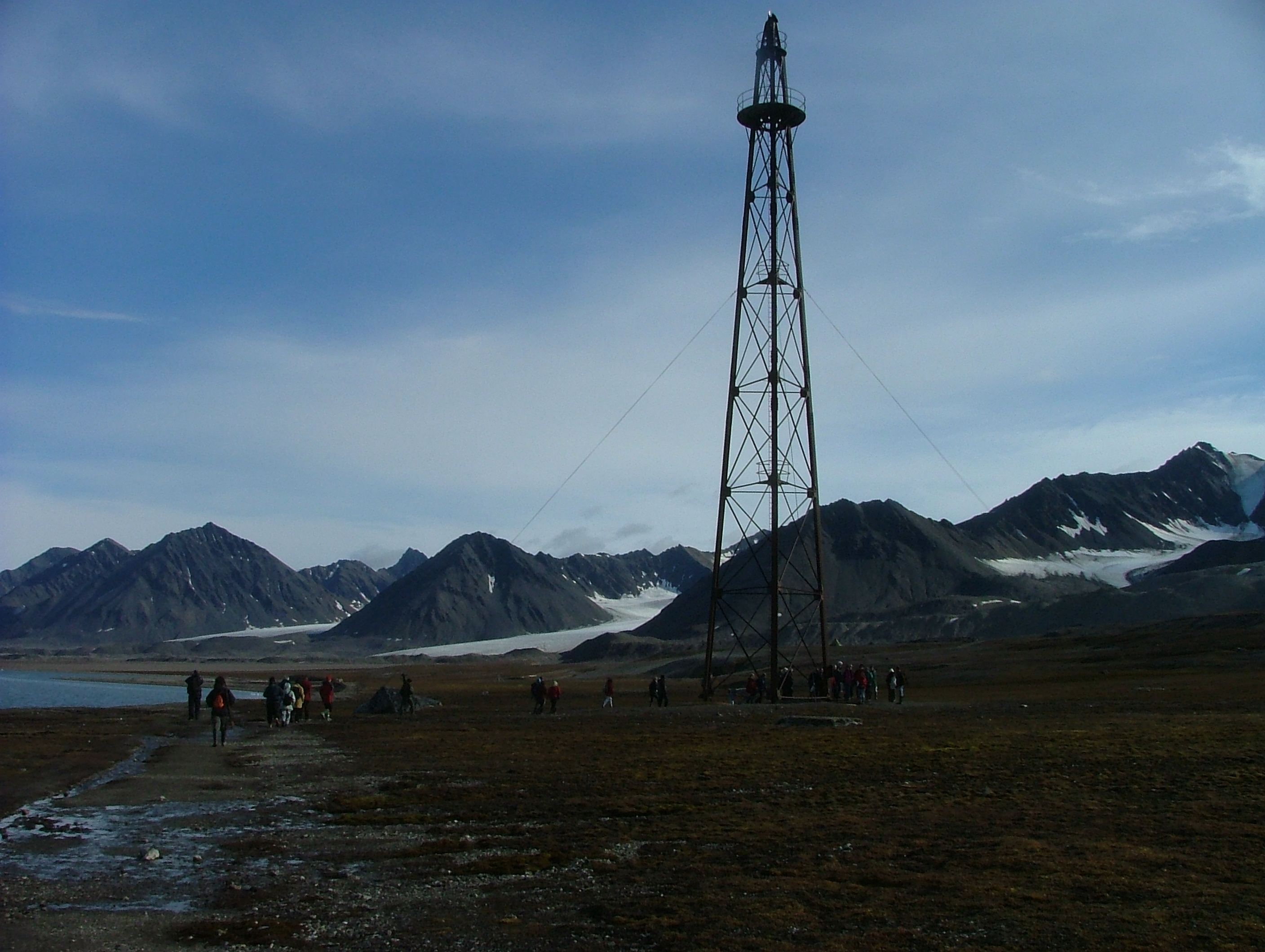
Il pilone di attracco a Ny-Ålesund, Svalbard-Norvegia, preservato come testimonianza storica

### Le tappe
- Ciampino, Roma: Partenza il 10 aprile
- Pulham Market, Regno Unito: Arrivo la sera dell'11 aprile, partenza il 13 aprile
- Oslo: 13 aprile
- Leningrado: Arrivo il 15 aprile dopo aver percorso circa 1200 km in 17 ore. Qui la spedizione sostò fino al 5 maggio in attesa che il tempo fosse favorevole per l'ultima tratta. Nel frattempo Roald Amundsen e Lincoln Ellsworth si erano già trasferiti alla nuova base per preparare l'arrivo del dirigibile.
- Vadsø, Norvegia: il dirigibile effettuò una breve sosta prima di compiere l'ultima tratta di 1 300 km
- Baia del Re (Ny-Ålesund), Svalbard: Arrivo il 7 maggio alle 6:47. Qui si formò l'equipaggio definitivo: sei italiani (a cui si aggiunse Titina, l'inseparabile cagnolina mascotte di Umberto Nobile), 8 norvegesi (tra gli altri l'esploratore Oscar Adolf Wisting e l'aviatore Hjalmar Riiser-Larsen) il meteorologo svedese Finn Malmgren e Lincoln Ellsworth. Dopo alcuni giorni di attesa per assicurarsi sulle condizioni meteorologiche il dirigibile lasciò la baia del Re alle 9:50 dell'11 maggio 1926. Il giorno successivo all'1:30 (GMT) fu sorvolato il Polo Nord, dove furono lanciate le bandiere dei tre stati che avevano contribuito alla spedizione: Italia, Norvegia e Stati Uniti. Il volo proseguì in direzione dell'Alaska.
- Teller, Alaska: la destinazione prevista era Nome, ma a causa del maltempo fu anticipato nella località di Teller raggiunta alle 7:30 del 14 maggio. Il dirigibile aveva percorso 13 000 km in 170 ore (velocità media 76 km/h). L'atterraggio dovette svolgersi senza l'ausilio di personale di terra. Grazie alla valvola di prua di cui disponeva il dirigibile fu possibile toccare terra senza incidenti per l'equipaggio; l'aeronave rimase comunque danneggiata e il Norge fu quindi venduto e smantellato poi in loco.

Prima del sorvolo del Polo Nord da parte del Norge già tre spedizioni avevano rivendicato il raggiungimento dell'ambita meta. Quelle di Frederick Cook nel 1908, Robert Peary nel 1909 in genere non vengono riconosciute. Richard Evelyn Byrd e Floyd Bennett rivendicarono il sorvolo del polo con un trimotore Fokker il 9 maggio 1926, tre giorni prima del Norge. In seguito sono stati sollevati dubbi sulla riuscita di questa spedizione (in particolare dall'aviatore ed esploratore artico norvegese Bernt Balchen), ma non sono stati considerati tali da far decadere la rivendicazione. Pertanto quello del Norge viene in genere definito come il primo sorvolo comprovato del Polo Nord.

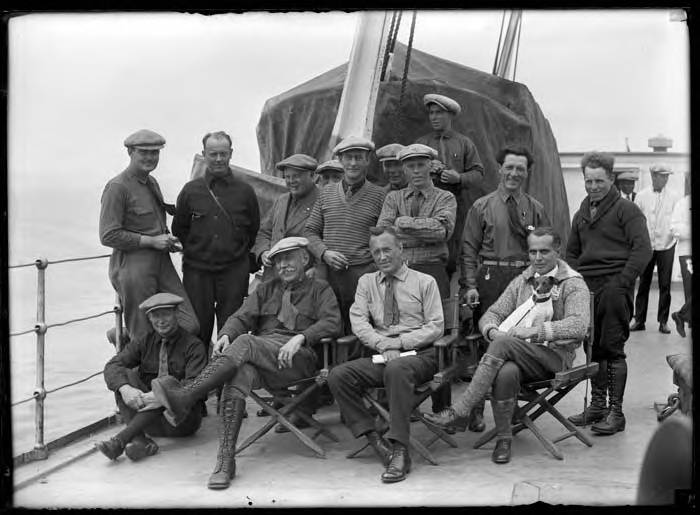
Equipaggio del Norge 27 Giugno 1926

Il volo del Norge riscosse comunque una notevole eco nella stampa dell'epoca e al suo ritorno in Italia, Nobile venne promosso al grado di generale. Nonostante il successo presto emersero rivalità tra Amundsen e Nobile, che non seppero "dividere" il merito della spedizione. Il norvegese vedeva l'italiano come un "autista" che si sarebbe dovuto sentire ripagato dall'aver potuto lanciare sul polo la propria bandiera; di contro il progettista riteneva l'esploratore un passeggero che cercava di sottrargli anche i suoi meriti. Queste premesse assieme alla volontà di realizzare un'esplorazione più approfondita dell'Artide spinsero Nobile a organizzare la successiva spedizione del dirigibile Italia.

## Equipaggio
- Roald Amundsen - Capo della spedizione
- Lincoln Ellsworth - Finanziatore, navigatore
- Umberto Nobile - Comandante dell'aeromobile
- Hjalmar Riiser-Larsen - Primo ufficiale, pilota e navigatore
- Emil Andreas Horgen - Secondo Ufficiale, capo timoniere
- Oscar Adolf Wisting - Timoniere di quota
- Birger Gottwald Lund - Capo sezione radiotelegrafica
- Fridtjof Storm-Johnsen - Radiotelegrafista[3]
- Finn Malmgren - Meteorologo
- Oskar Omdal - Ufficiale motorista
- Natale Cecioni - Capo motorista
- Ettore Arduino - Sottocapo motorista
- Attilio Caratti - Motorista
- Vincenzo Pomella - Motorista
- Renato Alessandrini - Attrezzatore
- Fredrik Ramm - Giornalista, inviato del quotidiano "Tidens Tegn"
- Titina - Cane del comandante Nobile

## Nella cultura
Dalla spedizione del dirigibile al Polo Nord è stato tratto il film d'animazione norvegese del 2022 Titina.